# 穆爾斯卡索博塔城市市鎮
46°39′29″N 16°09′54″E / 46.6580°N 16.1651°E

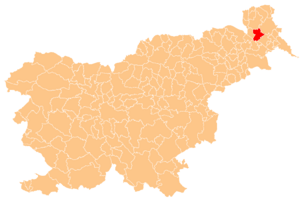
穆爾斯卡索博塔城市市鎮在斯洛文尼亚的位置

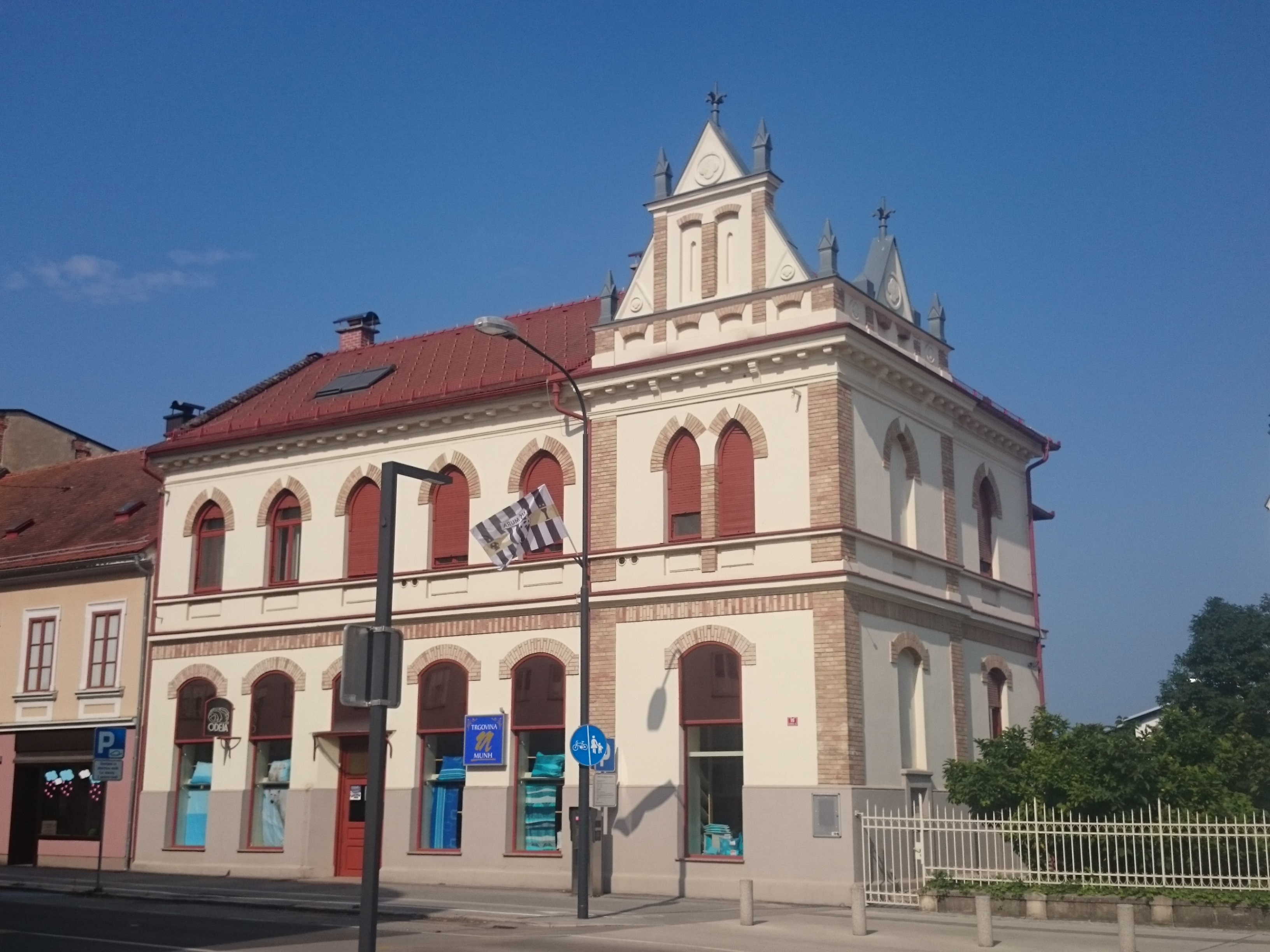
路德宗牧师住所

穆爾斯卡索博塔城市市鎮，是斯洛文尼亞東北部的一個城市市镇，行政中心为穆爾斯卡索博塔。面積64.4平方公里，海拔高度約172米，2018年人口18,752，人口密度每平方公里290人。